# Jack Huston

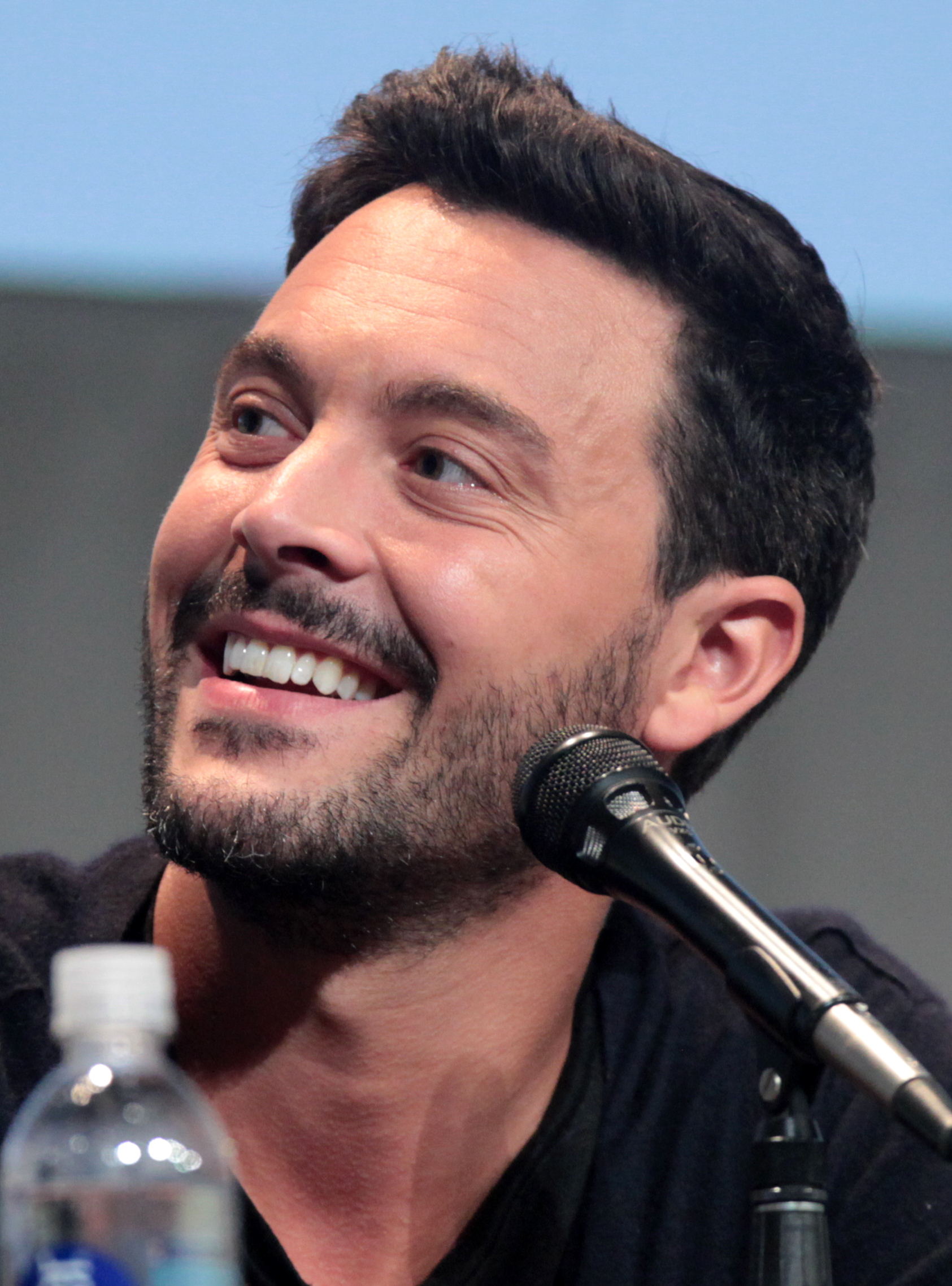
Jack Huston auf der Comic-Con (2015)

Jack Alexander Huston (* 7. Dezember 1982 in London, England) ist ein britischer Schauspieler.

## Leben

### Familie und Ausbildung
Huston wurde als Sohn von Tony Huston und Margot Lavinia Cholmondeley (* 1950) geboren. Seine Mutter ist Britin und gehört dem Hochadel an. Sein Vater ist US-Amerikaner. Seine Mutter ist die Tochter von George Hugh Cholmondeley, 6. Marquess of Cholmondeley (1919–1990) und dessen Ehefrau Lavinia Margaret Leslie. Sein Vater arbeitete als niedergelassener Rechtsanwalt. Hustons Eltern heirateten 1978. Die Ehe wurde später wieder geschieden.
Hustons Großvater väterlicherseits war der US-amerikanische Filmregisseur John Huston, sein Urgroßvater der Schauspieler Walter Huston. Jack Huston ist somit der Neffe der Schauspieler Anjelica Huston und Danny Huston, sowie von David Cholmondeley, 7. Marquess of Cholmondeley, einem Bruder seiner Mutter.
Nach eigenen Angaben wollte Huston bereits im Alter von sechs Jahren Schauspieler werden, als er in einer Schüleraufführung die Titelrolle in Peter Pan spielte. Er besuchte das renommierte britische College Hurtwood House.

### Karriere
Huston begann 2004 seine Filmkarriere unter der Regie von Robert Dornhelm mit einer kleineren Rolle in dem US-amerikanischen Fernsehfilm Spartacus. Er spielte Flavius, einen Gehilfen des Senators Agrippa. Sein Kinodebüt gab er 2005 in dem Horrorfilm Dead Next Door. 2006 war er an der Seite von Sienna Miller und Hayden Christensen in der Filmbiografie Factory Girl zu sehen; er verkörperte darin die Rolle des US-amerikanischen Dichters und Filmemachers Gerard Malanga. Es folgten Rollen in den Filmen Shrooms – Im Rausch des Todes (2007), Outlander (2008; als Partner von Jim Caviezel) und neben Kevin Spacey in dem Independent-Film Shrink – Nur nicht die Nerven verlieren (2009).
2010 hatte er in dem Kinofilm Eclipse – Bis(s) zum Abendrot, dem dritten Teil der Twilight-Saga, eine kleine Rolle. Er spielte Royce King II, den grausamen und wenig liebenswerten Ex-Verlobten der Filmfigur Rosalie, und gehörte damit zu den dunkleren Charakteren der Twilight-Saga. Zum Genre des Fantasyfilms hat Huston, eigenen Angaben zufolge, eine besondere Affinität. 2010 war er neben Rhys Ifans und Chloë Sevigny auch in der Filmbiografie Mr. Nice zu sehen.
In der US-amerikanischen Fernsehserie Boardwalk Empire spielte Huston 2010 die Rolle des Veteranen Richard Harrow, einen im Ersten Weltkrieg schwer verwundeten und grausam entstellten Scharfschützen, der nunmehr eine Gesichtsmaske tragen muss, und in der Zeit der Prohibition in den Vereinigten Staaten zum Gangster wird. Seine Rolle war zunächst für fünf Folgen konzipiert, wurde jedoch ab Dezember 2010 aufgrund des Erfolgs von Hustons Figur zu einer durchgehenden Rolle erweitert.
2011 übernahm Huston unter der Regie von Al Pacino in dem Independentfilm Wilde Salome, einer freien, semi-dokumentarischen Adaption von Oscar Wildes Theaterstücks Salome, die Rolle des Lord Alfred; er verkörperte Oscar Wildes Liebhaber Alfred Douglas. Al Pacino gilt als Hustons künstlerischer Mentor. In dem Spielfilm Nachtzug nach Lissabon, der 2013 in die Kinos kam, hatte Huston eine der Hauptrollen. Er verkörperte den portugiesischen Arzt und Schriftsteller Amadeu de Prado.
2013 übernahm Huston eine Rolle in David O. Russells Film American Hustle. Sein Regiedebüt Day of the Fight feierte im September 2023 bei den Internationalen Filmfestspielen in Venedig seine Premiere.

### Privates
Huston ist seit 2011 mit dem US-amerikanischen Model Shannan Click liiert. Huston und Click haben eine Tochter und einen Sohn (* 2013 und 2016).

## Filmografie (Auswahl)
Schauspieler
- 2004: Spartacus (Fernsehfilm)
- 2005: Dead Next Door
- 2006: Factory Girl
- 2007: Shrooms – Im Rausch des Todes (Shrooms)
- 2008: Outlander
- 2009: Shrink – Nur nicht die Nerven verlieren (Shrink)
- 2009: Boogie Woogie
- 2010: Eclipse – Bis(s) zum Abendrot (The Twilight Saga: Eclipse)
- 2010: Mr. Nice
- 2010–2013: Boardwalk Empire (Fernsehserie, 33 Folgen)
- 2011: Wilde Salome
- 2012: Two Jacks
- 2012: Not Fade Away
- 2013: Kill Your Darlings – Junge Wilde (Kill Your Darlings)
- 2013: Nachtzug nach Lissabon (Night Train to Lisbon)
- 2013: American Hustle
- 2014: Posthumous
- 2015: Kein Ort ohne dich (The Longest Ride)
- 2016: Stolz und Vorurteil und Zombies (Pride and Prejudice and Zombies)
- 2016: Ben Hur (Ben-Hur)
- 2016: Ihre beste Stunde – Drehbuch einer Heldin (Their Finest)
- 2017: The Yellow Birds
- 2018: Mr. Mercedes (Fernsehserie, 9 Folgen)
- 2019: Wo die Erde bebt (Earthquake Bird)
- 2019: The Irishman
- 2019: Above Suspicion
- 2020: Antebellum
- 2020: Manhunt (Fernsehserie, 7 Folgen)
- 2021: House of Gucci
- 2022: Pfad der Vergeltung (Savage Salvation)
- seit 2023: Mayfair Witches (Fernsehserie)
- 2024: Expats (Miniserie, 6 Folgen)
- 2024: Unit 234

Regisseur
- 2023: Day of the Fight